# Сарденберг, Роналду
Рона́лду Мо́та Са́рденберг (порт. Ronaldo Mota Sardenberg; род. 8 октября 1940 года, Иту, Бразилия) — бразильский политик и дипломат, бывший посол в СССР.

## Биография
По образованию юрист, выпускник Национального факультета права Федерального университета Рио-де-Жанейро. Имеет степень бакалавра социальных и юридических наук.
На дипломатической работе с 1964 года.
В 1967—1970 годах — 2-й секретарь посольства Бразилии в США. В 1970—1973 годах — 2-й секретарь миссии Бразилии при ООН.
С 1974 — на ответственной работе в аппарате МИД Бразилии.
Неоднократно работал в составе бразильских делегаций на сессия Генеральной ассамблеи ООН и в других международных организациях.
В 1978—1985 годах — специальный секретарь по политико-экономическим вопросам в кабинете министра иностранных дел и руководитель группы политического планирования МИД.
В 1982 году — поверенный в делах в посольстве Бразилии в Москве.
С апреля 1985 по 1989 год — посол в СССР. В 1989—1990 годах — посол в Испании.
В 1990—1994 и 2003—2007 годах — постоянный представитель Бразилии при ООН, в октябре 1993 года председательствовал в Совете Безопасности ООН. Был председателем комитета по санкциям против бывшей Югославии
В 1995—1998 годах — руководитель Секретариата по стратегическим вопросам при президенте в ранге министра, отвечал за политику в сфере ядерной и космической программ и исследования по развитию и безопасности связи.
21 июля 1999 — 1 января 2003 года — министр науки и технологий в правительстве Ф. Кардозу. также в 1999 году — министр специальных проектов.
Председатель Национального агентства телекоммуникаций (Anatel) в 2007—2011 годах.
Офицер Национального Ордена «За заслуги в науке», офицер Военного Ордена Христа (1978).